# Sodegaura
Sodegaura (袖ヶ浦市, Sodegaura-shi) est une ville située dans la préfecture de Chiba, au Japon.

## Géographie

### Localisation
Sodegaura est située à l'ouest de la péninsule de Bōsō.

### Démographie
En décembre 2020, la population de Sodegaura était de 64 923 habitants répartis sur une superficie de 94,93 km2.

## Histoire
Le bourg moderne de Sodegaura a été créé le 31 mars 1955 et il obtient le statut de ville le 1er avril 1991.

## Transports
Sodegaura est desservie par les routes nationales : 16, 409 et 410.
La ville est desservie par les lignes Kururi et Uchibō de la JR East.

## Jumelage
Sodegaura est jumelée avec Itajaí au Brésil.